# Жіноча українська професійна баскетбольна ліга
Жіноча українська професійна баскетбольна ліга — об'єднання професійних жіночих баскетбольних клубів України.

## Сезон 2009—2010 року
| Жіноча команда        | Місце | Очок |
| --------------------- | ----- | ---- |
| БК «Дніпро»           | 1     | 62   |
| БК Динамо-НПУ         | 2     | 60   |
| БК Донбас             | 3     | 54   |
| БК Козачка            | 4     | 53   |
| БК Луганські ластівки | 5     | 48   |
| БК Южна Пальміра      | 6     | 42   |
| БК Франківськ         | 7     | 38   |
| БК Політех-Баскет     | 8     | 38   |
| БК Орлан              | 9     | 37   |

## Сезон 2010-2011 року
| Жіноча команда        | Місце | Очок |
| --------------------- | ----- | ---- |
| БК ТІМ-СКУФ           | 1     | 12   |
| БК Динамо-НПУ         | 2     | 11   |
| БК Козачка            | 3     | 10   |
| БК Франківськ         | 4     | 8    |
| БК Южна Пальміра      | 5     | 8    |
| БК Донбас             | 6     | 7    |
| БК «Дніпро-ДВУФК»     | 7     | 6    |
| БК Політехніка        | 8     | 6    |
| БК Орлан              | 9     | 5    |
| БК Луганські ластівки | 10    | 5    |

## Єврокубок 2010-2011 року
Через скрутне фінансове становище українські клуби БК «Дніпро» та Динамо-НПУ відмовились від участі в Єврокубках.

## Переможці
| Рік      | Переможець               | Срібло                   | Бронза                    |
| -------- | ------------------------ | ------------------------ | ------------------------- |
| 1991/92  | Динамо (Київ)            | Університет Сімферополь  | Сталь (Дніпропетровськ)   |
| 1992/93  | Динамо (Київ)            | Медін (Донецьк)          | Сталь (Дніпропетровськ)   |
| 1993/94  | Динамо (Київ)            | Медін (Донецьк)          | Козачка-ЗАлК (Запоріжжя)  |
| 1994/95  | Динамо (Київ)            | Медін (Донецьк)          | Козачка-ЗАлК (Запоріжжя)  |
| 1995/96  | Динамо (Київ)            | Козачка-ЗАлК (Запоріжжя) | Ніка (Донецьк)            |
| 1996/97  | Козачка-ЗАлК (Запоріжжя) | Динамо (Київ)            | Енергобіс (Донецьк)       |
| 1997/98  | Козачка-ЗАлК (Запоріжжя) | Тім-СКУФ (Київ)          | Енергобіс (Донецьк)       |
| 1998/99  | Тім-СКУФ (Київ           | Козачка-ЗАлК (Запоріжжя) | Динамо (Київ)             |
| 1999/00  | Тім-СКУФ (Київ)          | Чайка (Бердянськ)        | ЗІДМУ (Запоріжжя)         |
| 2000/01* | Козачка-ЗАлК (Запоріжжя) | Динамо-НПУ (Київ)        | Чайка-АЗМОЛ (Бердянськ)   |
| 2001/02  | Козачка-ЗАлК (Запоріжжя) | Динамо-НПУ (Київ)        | Чайка-Курорт (Бердянськ)  |
| 2002/03  | Козачка-ЗАлК (Запоріжжя) | Тім-СКУФ (Київ)          | Чайка (Бердянськ)         |
| 2003/04  | Козачка-ЗАлК (Запоріжжя) | Тім-СКУФ Київ)           | Динамо (Київ)             |
| 2004/05  | Козачка-ЗАлК (Запоріжжя) | Тім-СКУФ (Київ)          | Дніпро (Дніпропетровськ)  |
| 2005/06  | Козачка-ЗАлК (Запоріжжя) | Дніпро (Дніпропетровськ) | Тім-СКУФ (Київ)           |
| 2006/07  | Дніпро (Дніпропетровськ) | Козачка-ЗАлК (Запоріжжя) | Тім-СКУФ (Київ)           |
| 2007/08  | Тім-СКУФ (Київ)          | Дніпро (Дніпропетровськ) | Козачка-ЗАлК (Запоріжжя)  |
| 2008/09  | Козачка-ЗАлК (Запоріжжя) | Тім-СКУФ (Київ)          | Чайка (Бердянськ)         |
| 2008/09  | Дніпро (Дніпропетровськ) | Динамо-НПУ (Київ)        | КПУ-Запоріжжя (Запоріжжя) |

* - київський «Тім-Скуф» в останньому турі чемпіонату, при спарених іграх, в першому матчі з «Козачкою-ЗАлК» покинув майданчик, а на другу гру не вийшов. Команді зараховані поразки в обох матчах 20:0 і позбавлення срібних медалей.
| Рік       | Фінал восьми    | Фінал                    | Фінал   | Фінал                          | Матч за 3-є місце   | Матч за 3-є місце | Матч за 3-є місце             |
| Рік       | Фінал восьми    | Переможець               | Рахунок | Фіналіст                       | Бронзовий призер    | Рахунок           | 4-е місце                     |
| --------- | --------------- | ------------------------ | ------- | ------------------------------ | ------------------- | ----------------- | ----------------------------- |
| 2009/2010 | Дніпропетровськ | Дніпро (Дніпропетровськ) | 84:80   | Динамо-НПУ (Київ)              | Донбас (Донецьк)    | 90:57             | Козачка (Запоріжжя)           |
| 2011      | Дніпропетровськ | Тім-СКУФ (Київ)          | 88:63   | Дніпро-ДВУФК (Дніпропетровськ) | Козачка (Запоріжжя) | 95:74             | Франківськ (Івано-Франківськ) |

| Рік     | Переможець                                  | Срібло                            | Бронза                          |
| ------- | ------------------------------------------- | --------------------------------- | ------------------------------- |
| 2011/12 | «Динамо» (Київ)                             | «Регіна Баскет» Бар               | «Тім-СКУФ» (Київ)               |
| 2012/13 | «Динамо» (Київ)                             | «Єлисавет-Баскет» (Кропивницький) | «Тім-СКУФ» (Київ)               |
| 2013/14 | «Єлисавет-Баскет» (Кропивницький)           | «Тім-СКУФ» (Київ)                 | Інтерхім-СДЮСШОР (Одеса)        |
| 2014/15 | «Динамо» (Київ)                             | Інтерхім-СДЮСШОР (Одеса)          | «Франківськ» (Івано-Франківськ) |
| 2015/16 | «Інтерхім-СДЮСШОР» (Одеса)                  | «Динамо—НПУ» (Київ)               | «Віницькі Блискавки»            |
| 2016/17 | «Тім-СКУФ» Київ                             | «Авангард» (Київ)                 | «Інтерхім-СДЮСШОР» (Одеса)      |
| 2017/18 | Київ-Баскет                                 | «Інтерхім-СДЮСШОР» (Одеса)        | «Рівне-ОШВСМ» (Рівне)           |
| 2018/19 | «Динамо» (Київ)                             | Київ-Баскет                       | «Чайка» (Бердянськ)             |
| 2019/20 | скасовано                                   | скасовано                         | скасовано                       |
| 2020/21 | «Прометей»                                  | Київ-Баскет                       | «Динамо» (Київ)                 |
| 2021/22 | скасовано                                   | скасовано                         | скасовано                       |
| 2022/23 | «Франківськ-Прикарпаття» (Івано-Франківськ) | «Інтерхім-СДЮСШОР» (Одеса)        | «Рівне-ОШВСМ» (Рівне)           |
| 2023/24 | «Франківськ-Прикарпаття» (Івано-Франківськ) | «Київ-Баскет» (Київ)              | «Рівне-ОШВСМ» (Рівне)           |
| 2024/25 | «Франківськ-Прикарпаття» (Івано-Франківськ) | «Інтерхім-СДЮСШОР» (Одеса)        | «Київ-Баскет» (Київ)            |